# Encuesta para la pesquisa de depresión mediante tres preguntas orales
La encuesta para la pesquisa de depresión mediante tres preguntas orales (EPD-3PO) es un test neurosicológico ultrabreve (1-4 ítem; y/o menos 2 min) para la detección temprana de los trastornos depresivos en hispanoparlantes, creado por el neurólogo cubano Dr. Gonzalez Caceres, J.A.
Los test ultracortos como la EPD-3PO han demostrado aceptable sensibilidad y especificidad en la detección de los trastornos depresivos. La detección debe implementarse con sistemas adecuados para garantizar un diagnóstico preciso, un tratamiento eficaz y un seguimiento adecuado.
A diferencias de otros test ultracortos en la EPD-3PO creada en 2008 por Dr González Cáceres, J.A, se incluyó una pregunta para la detección de riesgo de suicidio, y debida a sus propiedades psicométricas han sido recomendados para la identificación de la depresión en pacientes con factores de riesgo como cardiopatías y en los adultos mayores.